# Nils Plötner
Nils Plötner (* 7. Mai 1989 in Gera) ist ein ehemaliger deutscher Straßenradrennfahrer.
Nils Plötner gewann 2005 bei der Europäischen Jugendolympiade in Lignano die Bronzemedaille im Straßenrennen. In der Saison 2007 belegte er in der Juniorenklasse jeweils den zweiten Platz in der Gesamtwertung bei der Münsterland Tour und beim Napoleoncup. Außerdem belegte er Platz zehn bei der Trofeo Karlberg und wurde durch diese Ergebnisse Zweiter in der Endwertung der Internationalen Deutschen Meisterschaft.
In seinem ersten Jahr im Erwachsenenbereich, 2008, fuhr Plötner für das Thüringer Energie Team. Im Jahr 2009 fuhr er für zunächst für den FC Rheinland-Pfalz/Saar Mainz und nach Auflösung dieses Teams wechselte er zum Heizomat Mapei. Für diese Mannschaft erzielte er 2009 den dritten Platz bei Rund um die Nürnberger Altstadt. 2012 wechselte er zum Team Stölting und konnte neben zwei Etappensiegen und dem Gesamtsieg bei der Oder-Rundfahrt auch die Deutsche Einzelzeitfahrmeisterschaft 2012 auf Rang fünf beenden.
Im September 2013 gab Plötner bekannt, seine Radsportkarriere zu beenden und zukünftig im Vertrieb des Teamsponsors Stölting Service Group zu arbeiten. Er sei im Radsport an seine Leistungsgrenze gestoßen. Im Juni 2014 wurde er bei einem Rundstreckenrennen in Gera offiziell von seinem Verein SSV Gera verabschiedet.

## Teams
- 2008 Thüringer Energie Team
- 01–07/2009 FC Rheinland-Pfalz/Saar Mainz
- 07/2009–2010 Heizomat Mapei / Heizomat
- 2011 Team Heizomat
- 2012–2013 Raiko Stölting / Team Stölting